# Río Lucac
El río Lucac es un curso natural de agua que nace de los deshielos del glaciar San Quintín y glaciar San Rafael, al lado oeste del campo de Hielo Norte, en la Región de Aysén. Fluye con dirección general oeste por 28 km hasta confluir con el río Negro y formar así el río San Tadeo.: 555 
El río Lucac es llamado a veces San Tadeo, por ejemplo por Francisco Fonck en sus comentarios en Viajes de Fray Francisco Menéndez a Nahuelhuapi (pg. 147).

## Trayecto
Este río está separado solo por una delgada franja de 2 km de la ribera sur de la laguna de San Rafael. Esa franja es el istmo de Ofqui propiamente tal en ese sector.: 7 

## Historia
El río Lucac ha sido utilizado desde los tiempos de los Chonos para, después de arrastrar las dalcas, canoas o botes y cruzar el istmo de Ofqui, continuar el viaje por los canales. Sin embargo, el canal Ofqui fue proyectado (y abandonado) utilizando la senda norte que lo conectaba al río Negro.
Luis Risopatrón lo describe en su Diccionario Jeográfico de Chile en 1924:
Lucac (Río). Es de aguas de color ceniciento, con gran cantidad de sedimentos i parece que tiene su orijen en una gran laguna, en que se proyecta un enorme ventisquero; corre hácia el W en un cauce ordinariamente limitado en sus orillas, entre terrenos bajos i arenosos, llenos de lagunas i pantanos hasta que se junta con el río Negro que le cae del norte. Se dirije al SW en un cauce que se ensancha considerablemente, entre riberas boscosas, en el que se forman innumerables brazos que se estienden en lagunas i pantanos i se vácia por ambos lados de la isla de El Diablo, en la parte NE de la bahía de San Quintín del golfo de San Esteban; en sequías prolonfadas las aguas corren al [sic] través de bancos que no permiten el paso ni aun a embarcaciones menores. La marea se hace sentir hasta 3,5 km de su junta con el río Negro i entonces se produce una fuerte corriente.
El mismo autor advierte que se le ha llamado Lucas, San Tadeo y también Del Este.